# Louise de Prie de La Mothe-Houdancourt

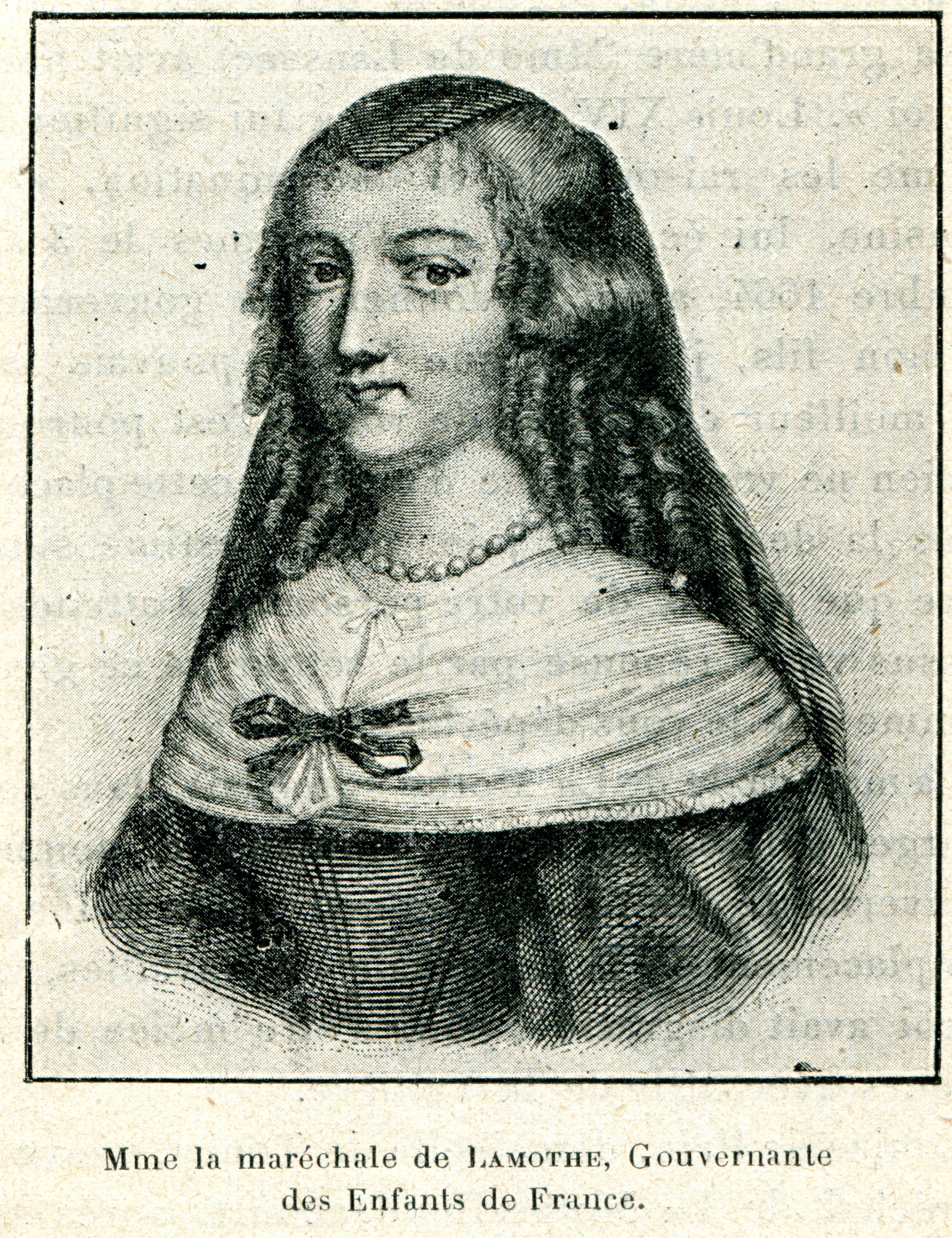
Mme la maréchale de Lamothe (Cabanès, Éducation de Princes)

Louise de Prie de La Mothe-Houdancourt, Marquise von Toucy, Herzogin von Cardona (* um 1624; † 6. Januar 1709 in Versailles) war von 1661 bis 1672 die Gouvernante der Kinder König Ludwigs XIV. und von 1682 bis 1691 der Kinder des Dauphins.

## Leben
Louise de Prie war die zweite Tochter und Erbin des Marquis von Toucy, Louis de Prie, und der Françoise de Saint-Gelais-Lusignan de Lansac. Sie heiratete am 22. November 1650 in Saint-Brie-en-Auxerrois den Marschall Philippe de La Mothe-Houdancourt, Herzog von Cardona, der aber schon 1657 starb. Aus der Ehe ging eine Tochter hervor, Françoise-Angélique (1650–1711), die am 27. November 1669 den Herzog Louis-Marie-Victor d’Aumont heiratete. Den Heiratskontrakt ihrer Tochter unterzeichnete Louise de Prie  mit « Louise de Prye, mareschalle de La Motte ».
1661 wurde sie von Ludwig XIV. zur Erzieherin der königlichen Prinzen, des Dauphins (Herzog von Burgund) und des Herzogs von Anjou, und 1682 zur Erzieherin der Kinder des Dauphins bestellt. Diese Aufgabe erfüllte sie bis 1672 bzw. 1691.
Die Marschallin von La Mothe starb am 6. Januar 1709 in Versailles, wie es heißt im Alter von 85 Jahren, woraus sich das Geburtsjahr 1624 errechnet.